# Salzwedel-Gardelegener Zeitung
Die Salzwedel-Gardelegener Zeitung, auch Salzwedel-Gardeleger Zeitung, war eine deutsche regionale Tageszeitung in der Altmark. Sie erschien von 1881 bis 1935.

## Geschichte
Der Steindrucker Heinrich Hoffmann übernahm 1869 eine Steindruckerei in Salzwedel und erweiterte diese bald darauf um eine Buchdruckerei. Ab April 1881 erschien dort dreimal die Woche die Salzwedeler Zeitung, die 1884 in Salzwedel-Gardeleger Zeitung umbenannt wurde. Im Jahr 1895 hatte sie eine Auflage von 7140. Ab 1910 erschien die Zeitung täglich. Nach Heinrich Hoffmanns Tod 1911 übernahm dessen Sohn Walter Hoffmann die Leitung des Verlags. Die Salzwedel-Gardelegener Zeitung ging zum Jahresende 1935 in der Zeitung Der Mitteldeutsche – Neue Salzwedeler Zeitung auf.
Die Zeitung galt als liberal.